# Bäcklands-Norsjön
Bäcklands-Norsjön är en sjö i Härnösands kommun i Ångermanland och ingår i Ångermanälven-Gådeåns kustområde. Sjön har en area på 0,0628 kvadratkilometer och ligger 178,2 meter över havet.

## Delavrinningsområde
Bäcklands-Norsjön ingår i det delavrinningsområde (696510-159891) som SMHI kallar för Inloppet i Fäbod-Norsjön. Medelhöjden är 217 meter över havet och ytan är 2,09 kvadratkilometer. Det finns ett avrinningsområde uppströms, och räknas det in blir den ackumulerade arean 3,37 kvadratkilometer. Vattendraget som avvattnar avrinningsområdet har biflödesordning 2, vilket innebär att vattnet flödar genom totalt 2 vattendrag innan det når havet efter 23 kilometer. Avrinningsområdet består mestadels av skog (96 procent). Avrinningsområdet har 0,06 kvadratkilometer vattenytor vilket ger det en sjöprocent på 3 procent.